# 次将装束抄
『次将装束抄』（じしょうしょうぞくしょう）とは、鎌倉時代前期に藤原定家が著した、近衛次将（近衛中将・近衛少将）の装束・作法に関する有職故実書。『夜鶴装束抄』（やかくしょうぞくしょう）・『羽林要抄』（うりんようしょう）とも。全1巻。元旦や節会をはじめとする恒例の年中行事、行幸・法会などの臨時の年中行事、内裏の火災や僧兵の入洛といった緊急時における次将の装束や作法に関して、慣行と先例、旧説と今案（自説）を交えて解説している。

## 成立の背景
定家が息子の為家のために著したとされ、為家の官歴より、承元4年（1210年）から嘉禄2年（1226年）の間に執筆されたと推定されている。
本書は主に四位・五位の近衛中将・少将のための手引きである。少将・中将は、摂関家の子息も経る官職であり、これに任ぜられることは名誉であり、そのような家（羽林家）は他の家より相対的に高貴とされた。定家の出身である御子左家は、藤原道長の五男長家の子孫であり、長家の孫であり定家の祖父にあたる藤原俊忠は次将を経て権中納言に至ったが、その早世により定家父の俊成は近衛少将・中将に任ぜられなかった。定家本人は20代後半になって少将となり、約20年間次将の地位にあった。そして、この中将の地位を辞する替わりに、13歳の為家が少将に任じられた。このような経緯があるため、為家が近衛次将を故実通りに勤めあげることは、家の存続にかかわる重要事であった。
また、このような故実書が必要な背景として、近衛次将の服装の故実が極めて複雑であったということがある。例えば、日本の朝廷の服装制度において、朝服（束帯）の袍は、『養老令』において文官が「衣」、武官が「位襖」と違う形式に定められた（それぞれ後世の縫腋袍・闕腋袍にあたると考えられている）。しかし弘仁5年（814年）には、五位以上の武官は衣と位襖の通用が認められることになったため、同じ武官でも五位以上と六位以下では違いが生じ、五位以上には、場面による袍の使い分けの慣習が生じた。更に、近衛次将は、天皇の行幸や賀茂祭等の年中行事では注目を浴びる立場でもあり、場面によってどのような武具を用いるか等にも複雑な慣習があった。

## 神護寺蔵伝源頼朝像との関連
神護寺蔵「伝源頼朝像」は、20世紀後半以降、描かれている人物や成立年代を巡って論争がある作品であるが、近藤好和は本書をもとに「伝源頼朝像」の解析を試み、鎌倉時代前期の作品として矛盾はないと結論づけた。ただし、「伝源頼朝像」は下襲と表袴に文様があるため、像主は公卿か、禁色勅許を得た有力家の四位・五位の人物と考えられる。このような禁色人は、通常、若年のうちに公卿に昇進するが、「伝源頼朝像」は壮年期の顔をしていることから、像主は公卿と判断され、もしそうであれば本書の記述の対象外である。ゆえにこの解析には疑問が多い。そもそも縫腋袍に毛抜型太刀の組み合わせは、鎌倉時代の「伝藤原有範像」（東本願寺蔵）、室町時代の『藤原爲相像』（冷泉家）、『源頼政像』（平等院蔵）など中世の束帯像には一般的であり、有職故実的な意味よりも絵師の約束事と解するほうがよいと思われる。